# Duncan (Schiff, 1933)
HMS Duncan (D99) war der für die Zerstörer der D-Klasse der britischen Royal Navy gebaute Flottillenführer. Im Zweiten Weltkrieg wurde das Schiff mit den Battle Honours „Spartivento 1940“, „Malta Convoys 1941“, „Mediterranean 1941“, „Atlantic 1941–45“ und „Diego Suarez 1942“ ausgezeichnet.

Schon kurz nach dem Kriegsende wurde die Duncan zum Abbruch verkauft.

## Geschichte
Das Führerschiff der D-Klasse wurde im Februar 1931 mit den acht Zerstörern der Klasse bestellt. Anders als der Flottillenführer der A-Klasse, aber wie die Flottillenführer der B- und der C-Klasse sollte das neue Führerschiff weitgehend den normalen Zerstörern der Klasse entsprechen. Die äußeren Maße und die Bewaffnung waren gleich. Der Unterschied bestand in der Raumaufteilung und dem Umfang der Aufbauten, die Platz für Wohn- und Arbeitsräume des Flottillenstabes schaffen mussten. Der Auftrag für das Führerschiff ging an die Marinewerft in Portsmouth, die zuvor schon Aufträge für zwei weitgehend gleiche Zerstörer der C-Klasse erhalten hatte, die im September 1931 abgeliefert wurden. Die Kiellegung des neuen Flottillenführers fand am 29. September 1931 statt und am 7. Juli 1932 folgte die Taufe des Schiffes. Es war das fünfte Schiff der Navy, das den Namen des Admirals Adam Duncan (1731–1804) erhielt. Zuletzt hatte das Typschiff Duncan der Duncan-Klasse von 1901 bis 1920 den Namen geführt.
Der neue Flottillenführer, dessen Maschinenanlage von Beardmore geliefert wurde, kam am 31. August 1933 als letzte Einheit der Klasse in den Dienst der Navy.

### Einsatzgeschichte
Zusammen mit den anderen Einheiten der D-Klasse ersetzte die Duncan ab Ende 1932 bei der zur Mittelmeerflotte gehörigen 1. Zerstörerflottille („1st Destroyer Flotilla“) eine bis dahin von der Montrose geführte Flottille von Zerstörern der V- und W-Klasse. Im Herbst 1933 machte die neu ausgerüstete Flottille eine Fahrt durch das Rote Meer bis in den Persischen Golf.
Ende 1934 tauschte die Flottille dann Namen und Stationierungsort mit der von der Keppel geführten Flottille von V- und W-Zerstörern und wurde die „8th Destroyer Flotilla“ auf der China Station. Alle neun Schiffe der Flottille wurden vor dieser Verlegung noch im September / Oktober 1934 auf Staatswerften in Großbritannien überholt, so die Duncan auf ihrer Bauwerft in Portsmouth. Sie führte dann die Mehrzahl der ihr zugeordneten Zerstörer um den Jahreswechsel nach Hongkong, wo sie am 3. Januar 1935 eintraf. Die Spannungen mit Italien (Abessinienkrise) führten zur zeitweisen Rückverlegung von bis zu sieben Schiffen der Flottille an das Rote Meer und erneuter zeitweiser Zuordnung zur Mittelmeerflotte. Die der Duncan unterstellten Zerstörer trafen im Lauf des Jahres 1936 wieder im Fernen Osten ein. Einige hatten auf ihrer Rückreise noch britische Häfen in Indien und Ostafrika besucht. Der Flottillenführer fiel um den Jahreswechsel wegen Reparaturen aus, da er bei einer Betankungsübung auf See Schäden erlitten hatte. In den folgenden Jahren bis zum Kriegsausbruch 1939 besuchte die Duncan mit Teilen der Flottille Häfen in Japan, auf den Philippinen, in Thailand und Niederländisch-Indien zu Freundschaftsbesuchen. Als im Sommer 1937 der Japanisch-Chinesische Krieg ausbrach und die Japaner Mitte August Shanghai angriffen, versuchten die Duncan und die ebenfalls anwesende Sloop Falmouth britische Staatsangehörige nach Woosung zu evakuieren.
Als im Mai 1939 die Flottillen der Tribal-Zerstörer in das Nummernsystem eingeordnet wurden, erhielt die weiter auf der China Station in Hongkong stationierte Flottille die Bezeichnung „21st Destroyer Flotilla“.

### Erste Einsätze im Weltkrieg
Zu Beginn des Zweiten Weltkriegs war eine Division der Flottille mit den Zerstörern Decoy, Defender, Delight und Duchess bereits außerhalb des Stationsbereichs auf dem Marsch ins Mittelmeer, wo sie am 19. September in Alexandria zur Mittelmeerflotte traten. Die Duncan befand sich in Shanghai und folgte über Hongkong, Singapur, Colombo und Aden bis zum 1. Oktober ebenfalls nach Alexandria. Sie wurde ab dem 10. aus Hongkong von der aus Amoy kommenden Dainty und ab dem 14. aus Singapur auch von der Daring begleitet. Wegen nicht abgeschlossener Kesselreparaturen verblieben nur Diana (Hongkong) und Diamond (Singapur) vorerst im Fernen Osten.

Im Mittelmeer wurden die Duncan und ihre Zerstörer zur Sicherung von Konvois zwischen Ägypten und Malta und weiter bis auf die Höhe von Algier eingesetzt. Alle Einheiten wurden während der folgenden Monate auch in Alexandria oder Malta instand gesetzt.
Anfang Dezember 1939 sicherte die Duncan mit der Duchess die Verlegung des Schlachtschiffs Barham in die Heimat. Am 12. überrannte die Barham am frühen Morgen kurz vor dem Ziel die Duchess, die mit dem 137 Mann sank. Echo und Eclipse konnten nur 23 Mann retten, während die Exmouth und Duncan mit dem Schlachtschiff die Fahrt in den Clyde fortsetzten.
Die Duncan wurde dann der 3. Zerstörerflottille bei der Home Fleet zugeteilt und war das Schiff des kommandierenden Offiziers beim Norwegengeleit ON 8, das am 15. Januar 1940 mit zehn Handelsschiffen Methil verließ. Am 17. Januar 1940 kollidierte die Duncan vor Duncansby Head mit der norwegischen Haukesfjell (2495 BRT). Der schwer beschädigte Flottillenführer wurde von der Impulsive nach Invergordon eingeschleppt; gesichert wurde der Schleppzug durch die Exmouth. Die schwerbeschädigte Duncan wurde nach einer Notreparatur nach Rosyth geschleppt und auf der Marinewerft dort bis Ende Juli 1940 repariert.

### Einsatz bei der Force H
Die Duncan kehrte im August 1940 zur Home Fleet zurück und wurde im Oktober mit anderen Einheiten der Force H in Gibraltar zugewiesen. Mit dieser nahm sie in der 13. Zerstörerflottille im November 1940 an der „Operation Collar“ teil, die zur Seeschlacht bei Kap Teulada (Spartivento) führte. Allerdings führte die Duncan mit der Wishart den von vier Korvetten gesicherten und für das östliche Mittelmeer bestimmten Konvoi ME.4 vom Gefecht weg. Zusätzlich wurde der Konvoi noch durch den vom Osten gekommenen Kreuzer Coventry mit fünf weiteren Zerstörern gesichert.
Am ersten Tag des Jahres 1941 brachte die Duncan mit dem Kreuzer Bonaventure und den Zerstörern Jaguar, Foxhound, Hero und Firedrake einen Vichy-französischen Konvoi mit dem Passagierdampfer Chantilly (9986 BRT, Bj. 1922), dem Tanker Octane (2034 BRT), den Frachtern Suroit (2318 BRT) und Sally Maersk (3252 BRT) und einem bewaffneten Trawler als Eskorte zwischen Mellila und Oran auf, nachdem er zuvor unbehelligt die Straße von Gibraltar passiert hatte. Die Jaguar und Duncan feuerten eine Maschinengewehrsalve auf die Chantilly, durch die ein Mann und ein Kind starben und vier weitere Menschen verwundet wurden.
Im Laufe des Jahres war der Zerstörerführer immer wieder mit der Force H im Mittelmeer im Einsatz. Er diente als Eskorte für Flugzeugträger, von denen Jagdflugzeuge nach Malta geflogen wurden, und für Konvois, die meist Kriegsmaterial für die britischen Truppen in Nordafrika und Versorgungsgüter für Malta transportierten.

### Bei der Eastern Fleet und Umbau
Bei den Landungsoperationen alliierter Truppen auf Madagaskar (Operation Ironclad) im April 1942 war das Schiff bei der Eastern Fleet im Indischen Ozean mit dem Geleitschutz der eingesetzten Schlachtschiffe und Flugzeugträger betraut. Ab dem 27. August geleitete die Duncan das Schlachtschiff Royal Sovereign von Kilindi über Südafrika bis zum 5. Oktober nach Freetown. Auf See trennten sich die beiden Schiffe im Atlantik, da die Überholung des Schlachtschiffs in den USA erfolgen sollte, während der Zerstörerführer in Großbritannien zu einem Geleitzerstörer umgebaut wurde. Der Umbau erfolgte von November 1942 bis zum März 1943 in Tilbury. Danach verfügte das Schiff nur noch über zwei 120-mm-Kanonen auf den erhöhten Positionen, dazu zwei Zwillings- und zwei einzelne 20-mm-Flak, weiterhin einen Torpedorohrsatz sowie einen Hedgehog-Salvenwerfer auf dem Vorschiff anstelle des unteren Buggeschützes und 98 Wasserbomben am Heck.

### Einsatz als Geleitzerstörer
In den folgenden Kriegsmonaten wurde Duncan zur Sicherung von Geleitzügen im Nordatlantik als Führungsschiff der „Escort Group B.7“ eingesetzt.
In dieser Zeit war der Zerstörer an der Versenkung der deutschen U-Boote U 274 und U 282 beteiligt. U 274 konnte am 23. Oktober 1943 gemeinsam mit der zu einem long range escort umgebauten Vidette und einer Liberator der RAF südwestlich Island versenkt werden. Zwei Tage später wurde U 282 zusammen mit Vidette und der Korvette Sunflower südöstlich von Grönland versenkt.
Ab Ende 1944 lag der Einsatzschwerpunkt der Duncan dann rund um Irland. Sie gehörte zur aus Liverpool operierenden 14th Escort Group mit den Zerstörern Fame, Forester, Hotspur, Havelock, Icarus und Inconstant sowie der kanadischen Assiniboine.
Bei Kriegsende gehörte sie weiter zu dieser Gruppe, die seit Anfang 1945 in Portsmouth stationiert war.
Der Zerstörerführer war verbraucht, täglich mussten etwa fünf Tonnen Wasser aus dem Schiff gepumpt werden. Das Schiff wurde deshalb schon im September 1945 zum Abbruch verkauft.